# Igreja do Senhor Bom Jesus (Itu)
A Igreja do Senhor Bom Jesus ou Santuário do Bom Jesus é uma igreja localizada em Itu, estado de São Paulo, Brasil.
Construida no local da capela que marcou a fundação da cidade de Itu, construída em 1610, por Domingos Fernandes e seu genro Cristóvão Dinis. A capela foi erguida em devoção a Nossa Senhora da Candelária, padroeira da cidade desde então. A capela serviu como Matriz por muitos anos. Por volta de 1653, Itu foi elevada a freguesia, e a capela foi ampliada. Existem poucas notícias sobre essa reedificação.
Entre os anos de 1763 e 1765, a capela em ruínas foi reconstruída pelo padre Manoel da Costa Aranha, e mudou sua invocação para o Senhor Bom Jesus, pois decidiu-se construir novo templo dedicado à padroeira na atual praça da Matriz, cujas obras iniciaram-se em 1770.

## Arquitetura

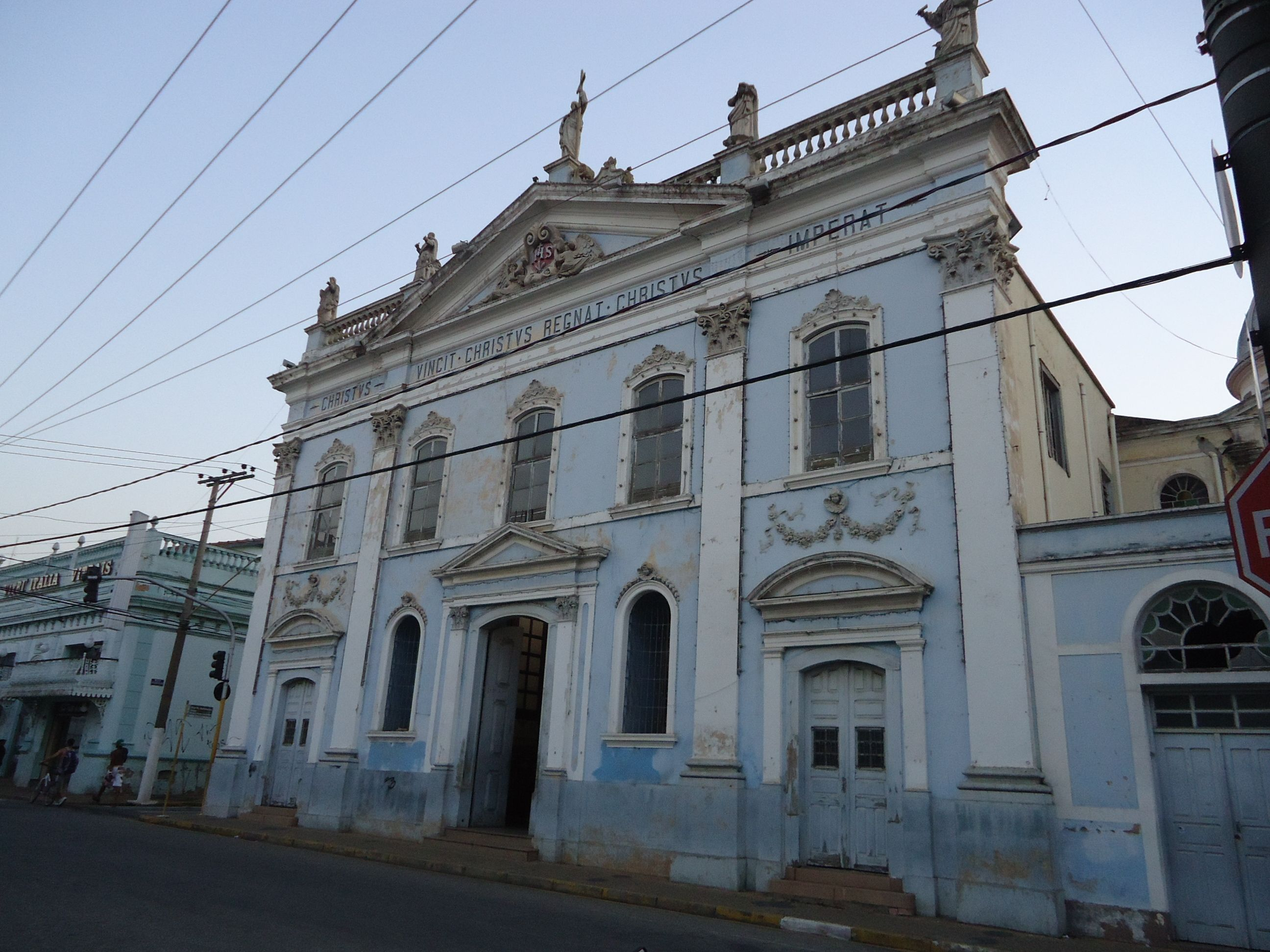
Fachada da Igreja Nosso Senhor Bom Jesus em Itu

O santuário, como se apresenta hoje, possui o interior com características barrocas e rococós. Datada de 1896, uma reforma na fachada da Igreja, orientada por Padre Bartolomeu Tadei e pelo arquiteto Louis Marins Amirat adotando estilo neoclássico em sua fachada, imitando as linhas da Basílica de São João de Latrão em Roma. 
Possui em seu topo, no centro, a imagem de Jesus Ressuscitado glorioso, portando o estandarte da Cruz, acompanhado das estátuas dos quatro evangelistas, cada qual com seus animais simbólicos (os Tetramorfos), segundo visão do profeta Ezequiel: 
As inscrições em latim na sua fachada: “Christus vincit - Christus regnat - Christus imperat" significam: "Cristo vence - Cristo reina - Cristo comanda" vem da frase presente no hino católico "Laudes Regiae", e está gravada na base do Obelisco do Vaticano, na Praça de São Pedro, com a adição "ab omni malo plebem suam defendat", em português, "que Ele defenda seu povo contra todo mal." 
O altar-mor da igreja foi feito em madeira de lei pintada na cor branca, com entalhes e filetes em ouro e prata, com características rococó (presença de rocalhas, contraste de dourado com branco, típico do rococó) e neoclássicas (colunas na ordem jônica, sem torções nem elementos ornamentais adicionais).

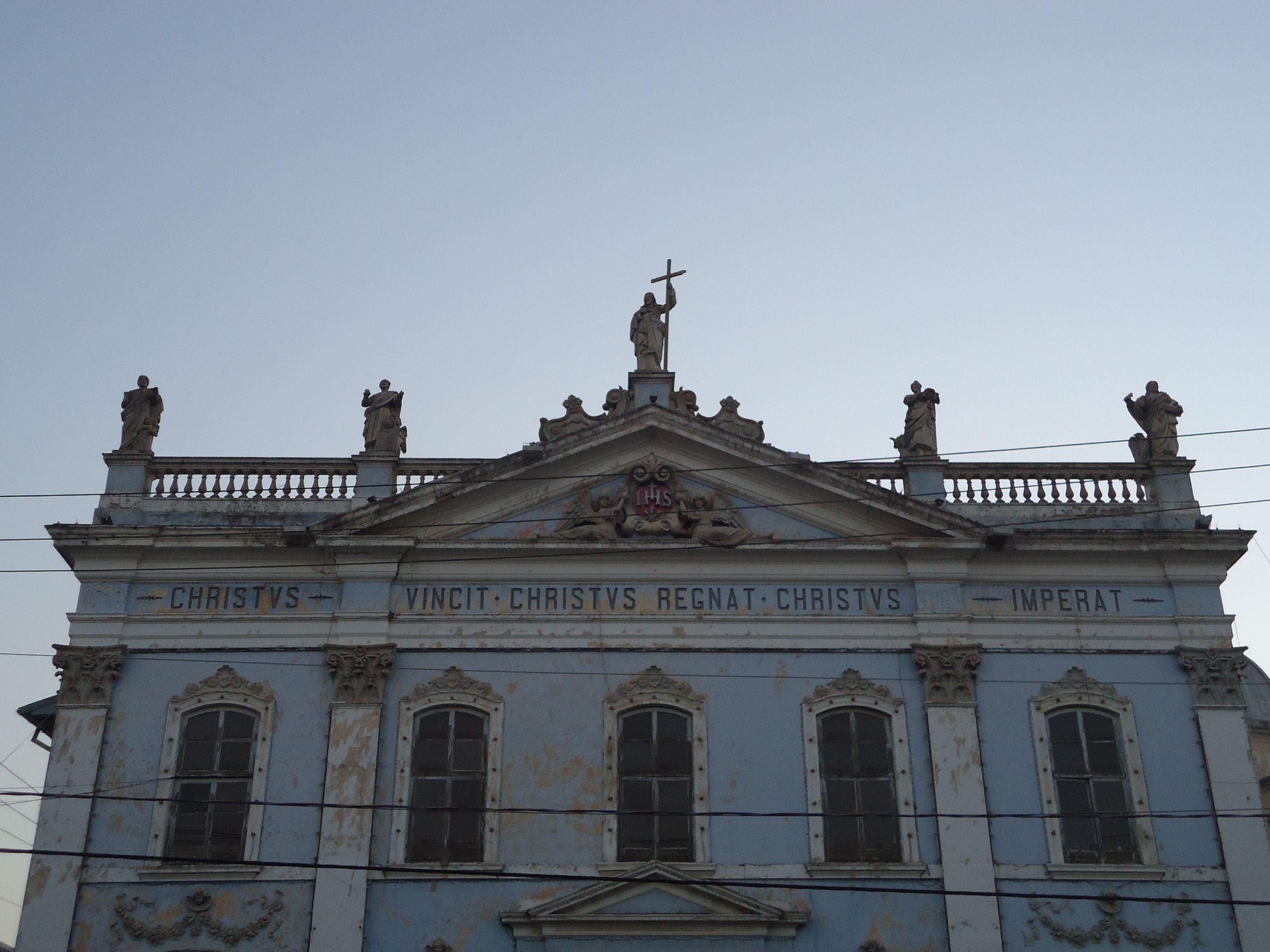
Visão das inscrições em latim na fachada da Igreja Nosso Senhor Bom Jesus em Itu

## Santuário do Apostolado da Oração

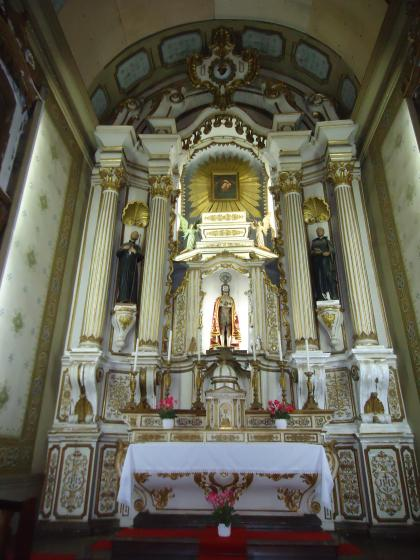
Altar mor

A capela santuário anexa possui colunas eretas, dispostas em arcos adornados em tons de prata e ouro, em seu centro o destaque é um zimbório com vidros coloridos que filtram a luz do sol em tons policromáticos em cada hora do dia.
No altar do santuário está a estátua do Sagrado Coração de Jesus aparecendo à Santa Margarida Maria Alacoque, a coroa de realeza do Sagrado Coração é de ouro puro e diamantes, ambas as estátuas vieram da França, o altar é de mármore e estão com seis candelabros gravados em ouro.
Nas colunas da igreja há um elemento em particular, são os entalhes em formatos de ramos de café que representava a riqueza do Brasil na época.

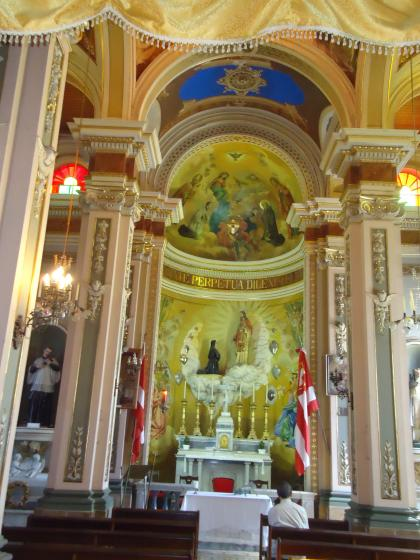
Altar santuário - ramos de café nas colunas